# Heterocongrinae
Heterocongrinae – podrodzina ryb promieniopłetwych z rodziny kongerowatych (Congridae).

## Rozmieszczenie geograficzne
Do podrodziny należą gatunki występujące w ciepłych wodach oceanów całego globu (głównie w Indo-Pacyfiku).

## Podział systematyczny
Do podrodziny należą następujące rodzaje:
- Gorgasia Meek & Hildebrand, 1923
- Heteroconger Bleeker, 1868